# مغامرات لولو وطبوش
مغامرات لولو وطبوش مسلسل رسوم متحركة أمريكي عرض لأول مره في 11 نوفمبر 1995 واستمر عرضه حتى 21 فبراير 1999 وتمت دبلجة المسلسل للغة العربية.

## روابط خارجية
- مغامرات لولو وطبوش على موقع IMDb (الإنجليزية)
- مغامرات لولو وطبوش على موقع كينوبويسك (الروسية)
- مغامرات لولو وطبوش على موقع قاعدة بيانات الفيلم (الإنجليزية)